# Грабовка (Житомирский район)
Грабовка (укр. Грабівка) — село на Украине, находится в Житомирском районе Житомирской области.
Код КОАТУУ — 1822087902. Население по переписи 2001 года составляет 21 человек. Почтовый индекс — 10000. Телефонный код — 412. Занимает площадь 4,61 км².

## Адрес местного совета
12435, Житомирская область, Житомирский р-н, с. Туровец, ул. Канарских, 34